# 小安东尼娅
小安東妮雅（英語：Antonia Minor，前36年—37年）是一名古羅馬王室成員。她的父母分别为马可·安东尼与小屋大薇。后与尼祿·克勞狄·德魯蘇斯结婚。育有將軍日耳曼尼庫斯、莉薇拉与皇帝克勞狄一世共三名子女。她于提比略统治时期发挥了广泛影响力，其父的大笔遗产亦为其所继承。

## 扩展阅读
- Plutarch - Life of Mark Antony
- Suetonius - Caligula (Gaius) & Claudius
- Tacitus - Annals of Imperial Rome
- Valerius Maximus, Factorum et dictorum memorabilium libri iv.3.3